# Jämsen
Jämsen är en sjö i Oskarshamns kommun i Småland och ingår i Marströmmen-Viråns kustområde. Sjön är 11 meter djup, har en yta på 0,223 kvadratkilometer och är belägen 25,2 meter över havet. Sjön avvattnas av vattendraget Laxemarån. Vid provfiske har bland annat abborre, braxen, gers och gädda fångats i sjön.

## Delavrinningsområde
Jämsen ingår i det delavrinningsområde (636578-155016) som SMHI kallar för Mynnar i havet. Medelhöjden är 25 meter över havet och ytan är 41,29 kvadratkilometer. Det finns inga avrinningsområden uppströms utan avrinningsområdet är högsta punkten. Avrinningsområdets utflöde Laxemarån mynnar i havet. Avrinningsområdet består mestadels av skog (82 procent). Avrinningsområdet har 0,31 kvadratkilometer vattenytor vilket ger det en sjöprocent på 0,7 procent.

## Fisk
Vid provfiske har följande fisk fångats i sjön:
- Abborre
- Braxen
- Gärs
- Gädda
- Löja
- Mört
- Sarv